# Primagistemus loadmani
Primagistemus loadmani är en spindeldjursart som först beskrevs av Charles Thorold Wood, och fick sitt nu gällande namn av  1967. Primagistemus loadmani ingår i släktet Primagistemus och familjen Stigmaeidae. Inga underarter finns listade i Catalogue of Life.